# Alexander Axén
Bength Alexander Axén, född 15 oktober 1970 i Örebro, är en svensk fotbollskommentator. Han har tidigare varit huvudtränare för Gais och Örebro SK i Allsvenskan, och har senare synts som expert i tv.

## Tränarkarriär
Axén var i sju år tränare i div II-laget Rynninge IK. Under sommaren 2007 gick han som assisterande tränare till Benny Lennartsson till det norska tippeliga-laget IK Start, med uppdraget att rädda kontraktet i Tippeligan. Uppdraget misslyckades dock, men med minsta marginal. Under säsongen 2008 var han assisterande tränare till Sixten Boström i Örebro SK.
I december 2008 presenterades Axén som ny huvudtränare i allsvenska Gais. 2011 ledde han Gais till den bästa säsongen på många år, då Gais slutade på en femteplats i den högsta serien. Han avgick i juli 2012 efter att Gais legat i botten av tabellen större delen av säsongen och bara vunnit en match.
År 2013 återvände han till Örebro SK som assisterande tränare. I juni 2014 blev han klar som huvudtränare för ÖSK efter att Per-Ola Ljung lämnat för Gais. Under Axéns tid i ÖSK gick klubben upp från superettan och etablerade sig i allsvenskan. I augusti 2017 meddelade Axén att han inte förlänger kontraktet med ÖSK.
Som tränare förordar Axén ett bra passningsspel och förespråkar ett offensivt 4-3-3.

## TV-karriär
Efter att ha lämnat Örebro 2017 började Axén arbeta på TV4/C More, och under fotbolls-VM i Ryssland 2018 var han studioexpert hos TV4. Hösten 2019 lämnade han kanalen med avsikt att börja träna en ny klubb, men i januari 2020 började han i stället som expert hos Discovery.

## Klubbar som tränare
- 1998–2000 Hovsta IF
- 2000–2007 Rynninge IK
- 200700000 IK Start
- 200800000 Örebro SK
- 2009–2012 Gais
- 2014–2017 Örebro SK